# Tramvajová trať Moravské náměstí – Česká – Nové sady

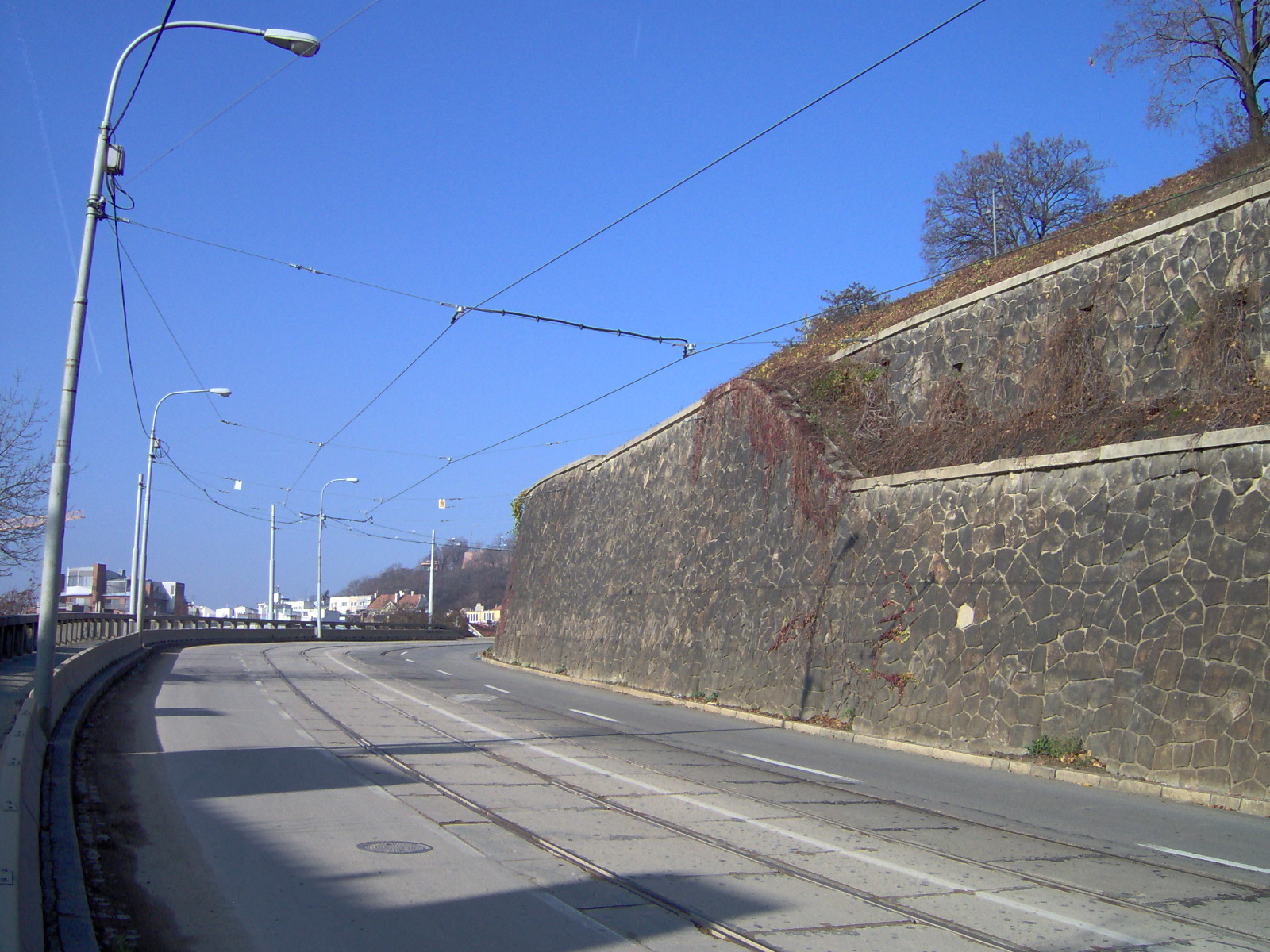
Husova ulice s tramvajovou tratí pod Petrovem

Tramvajová trať Moravské náměstí – Česká – Nové sady je důležitou částí brněnské tramvajové sítě. Začíná na Moravském náměstí, vede přes významný přestupní uzel Česká a po ulici Husově pokračuje přes Šilingrovo náměstí na Nádražní ulici do zastávky Nové sady. Tvoří tak polovinu tramvajového okruhu kolem historického centra Brna. Trať vznikla postupně mezi lety 1901 a 1943.

## Historie

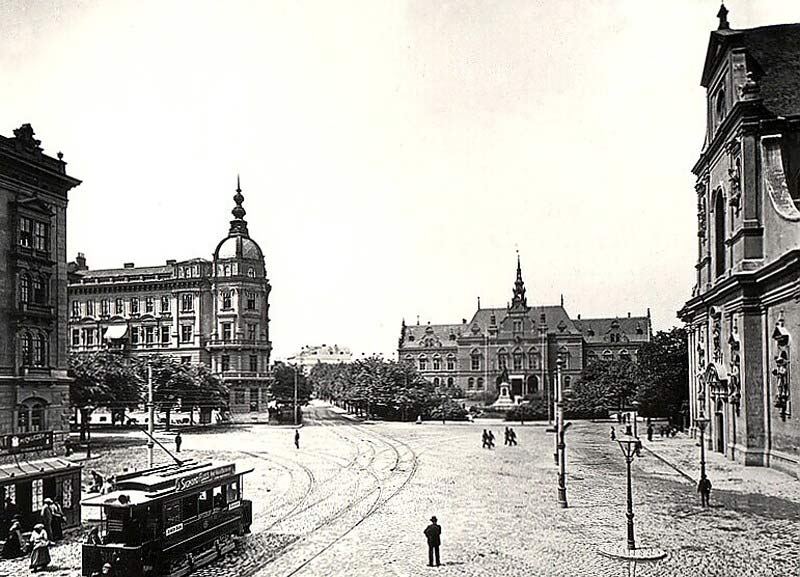
Křižovatka na dnešním Moravském náměstí před kostelem sv. Tomáše v roce 1906

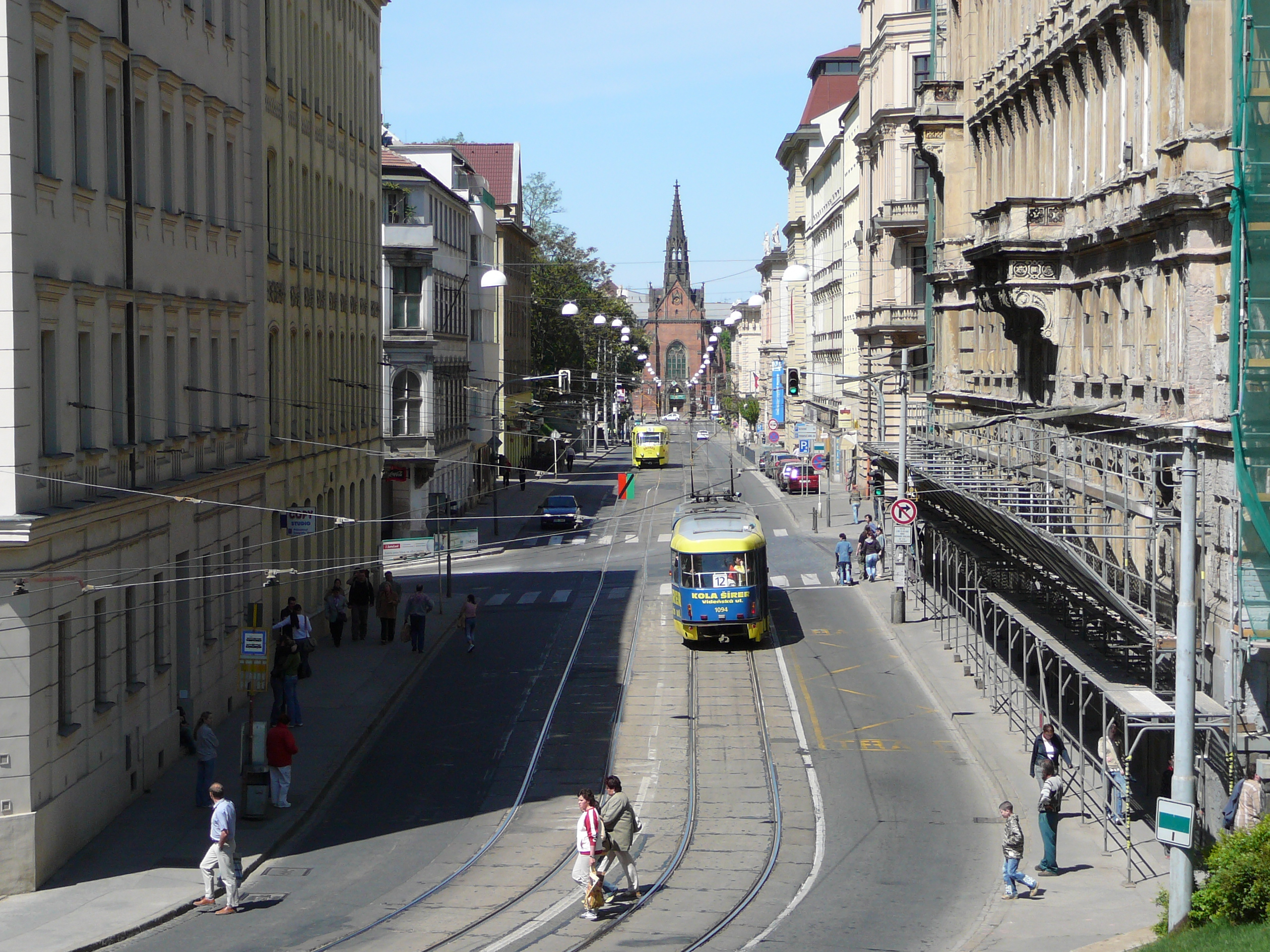
Ulice Husova v roce 2007

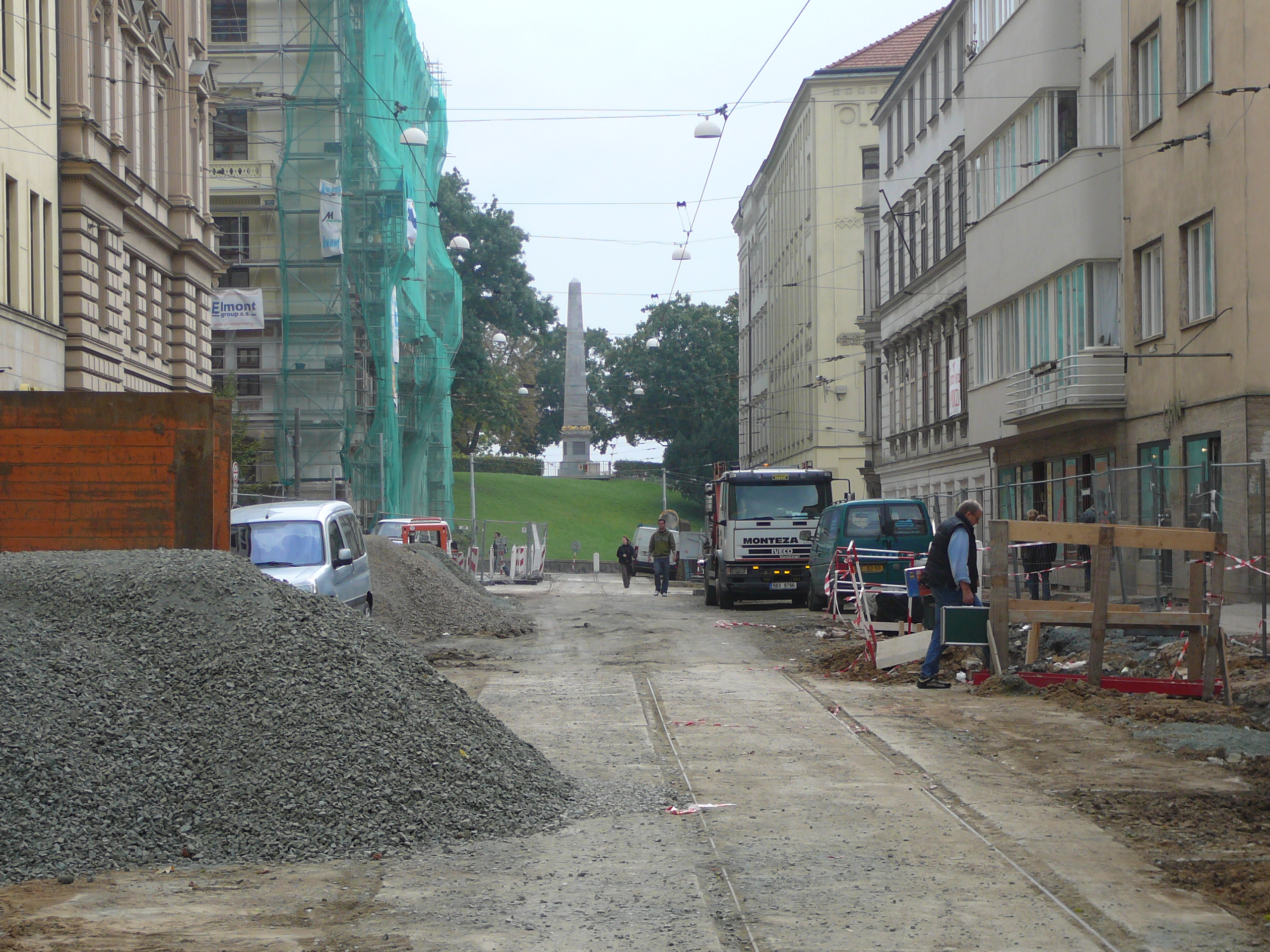
Husova ulice během rekonstrukce v roce 2008

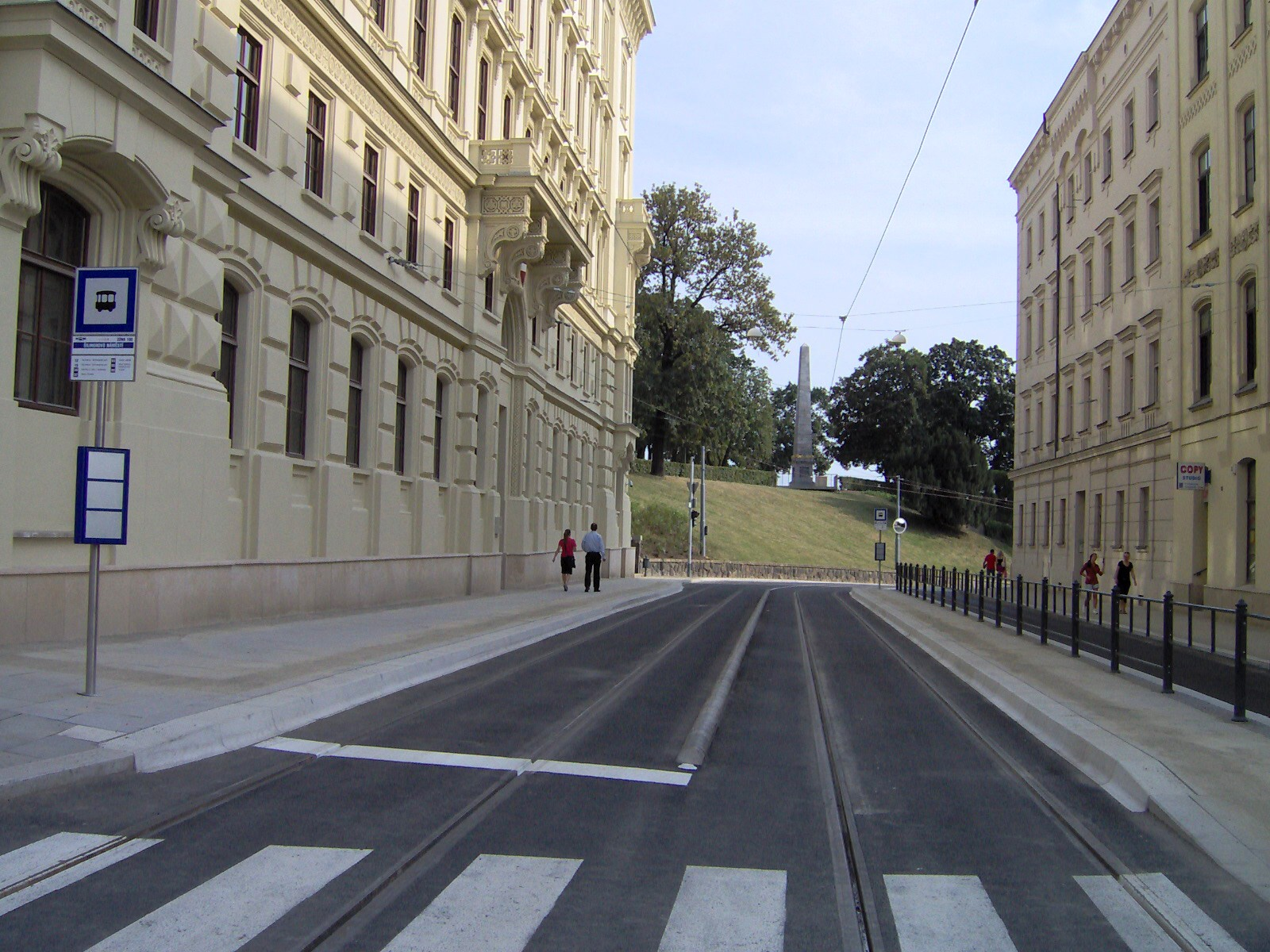
Zastávka Šilingrovo náměstí po rekonstrukci (2009)

### Koněspřežná tramvaj (1869–1872)
Předchůdcem dnešní tratě po Joštově a Husově ulici byla trať koňky vedoucí ze zastávky Kiosk (dnešní zastávka na Moravském náměstí pro linky jedoucí do Králova Pole) severní částí dnešního Moravského náměstí (za bývalým Německým domem), přes dnešní Žerotínovo náměstí, kolem Červeného kostela a dále po Husově až na Šilingrovo náměstí (k Městskému dvoru). Z prostoru za Červeným kostelem odbočovala z této tratě trať manipulační, která vedla do vozovny v dnešní Marešově ulici.
Celý úsek mezi Kioskem a Městským dvorem byl zprovozněn 18. října 1869 jako druhá trať koněspřežné tramvaje v Brně.  Provoz koňky v Brně ale nebyl rentabilní a právě tato trať (i s vozovnou) byla uzavřena jako první, 1. května 1872, přičemž likvidace kolejí byla dokončena 14. května toho roku.

### Elektrická tramvaj (od 1901)
První úsek tratě mezi dnešním Moravským náměstím a Novými sady vznikl již v roce 1901, kdy byla 2. února zprovozněna dvojkolejná trať Lažanské (dnes Moravské) náměstí (ze směru z Kostelní (Rašínovy) ulice) – Obilní trh, jejíž částí byl i úsek Lažanské (Moravské) náměstí – Eliščino (Komenského) náměstí. 14. dubna 1903 byla zahájena výstavba tramvajové tratě na Sadovou (Drobného), která začínala na Lažanského (Moravském) náměstí před kostelem sv. Tomáše a jejíž první úsek vedl k zastávce Kiosk na trati do Králova Pole. Tato dvojkolejná trať byla uvedena do provozu 12. července 1903, koleje byly položeny při okrajích vozovky a vedly pouze v relaci Liechtensteinova (Rašínova) – Nová (Lidická), jiné oblouky nebyly postaveny. V roce 1912 probíhaly rekonstrukce a výměny kolejnic v Joštově ulici. Roku 1925 byly vyměněny výhybky a křížení na Lažanského (Moravském) náměstí před kostelem sv. Tomáše, zároveň byly přesunuty zastávky. V roce 1936 proběhla stavba zvýšených nástupišť v zastávce Lažanské náměstí linky 4 (již na Joštově ulici).
Během roku 1938 byl přestavěn úsek mezi Lažanského (Moravským) náměstím a Kioskem (zastávka tramvají do Králova Pole). Koleje, které do té doby vedly po okrajích vozovky, byly přesunuty do jejího středu, zároveň vznikl před kostelem sv. Tomáše oblouk pro jízdu v relaci Kiosk – Joštova. 2. prosince 1939 byl uveden do provozu průraz parkem na náměstí Adolfa Hitlera (Moravské nám.) směrem na Francouzskou ulici (Milady Horákové). 6. května 1942 byl zprovozněn první úsek tratě po třídě Horsta Wessela (Husova) mezi Komenského náměstím a náměstím U městského dvora (Šilingrovo náměstí) o délce 557 m se třemi zastávkami, čímž mohla být zrušena nevyhovující trať po Dominikánské ulici. Druhá část tratě, vedoucí po nově proražené ulici pod Petrovem na Skeneovu (Nádražní), byla uvedena do provozu 1. srpna 1943.
Zřejmě v létě 1958 byly instalovány oblouky na náměstí Rudé armády (Moravské nám.) z Rooseveltovy ulice směrem na třídu Obránců míru (Joštova). 1. srpna 1960 byla zrušena trať náměstí Rudé armády (Moravské nám.) – Žerotínovo náměstí po Brandlově ulici, místo toho byla vystavěna spojka v horní části ulice České. 5. října 1964 byl uveden do provozu oblouk z třídy Obránců míru (Joštova) do České ulice směrem z Komenského náměstí. Mezi 10. květnem a koncem července 1965 probíhala rekonstrukce tratě na Husově ulici, linky tudy projíždějící nebyly až na krátkodobé výluky nijak omezeny. 2. prosince 1985 byla přeložena zastávka Česká pro směr náměstí Rudé armády (Moravské nám.) – Komenského náměstí do současné polohy, před odbočení tratě do Žabovřesk.
Při rekonstrukci tratě v Nádražní ulici v letech 1996 a 1997 byla původní zastávka Nové sady, nacházející se na Husově ulici před křižovatkou s Nádražní ulicí, přesunuta do současné polohy v Nádražní ulici. V červenci a srpnu 2001 proběhla kompletní rekonstrukce kolejové křižovatky na Moravském náměstí (s Rooseveltovou ulicí). Od 1. července do 29. srpna 2005 proběhla rekonstrukce křižovatky Moravské náměstí – Rašínova – Joštova (před kostelem sv. Tomáše), tramvaje po svých pravidelných trasách jezdily již od 8. srpna. Mimo jiné byla zvětšena osová vzdálenost kolejí, umožňující bezkolizní míjení tramvají Tatra KT8D5 či VarioLF. Další rekonstrukce se konala od 30. června do 17. srpna 2007, kdy byla opravena trať na Joštově mezi Moravským náměstím a ulicí Českou. Od 28. června 2008 proběhla generální rekonstrukce ulice Husovy mezi Komenského náměstím a Šilingrovým náměstím, jejíž součástí je kromě opravy sítí (plyn, elektřina, kanalizace) i modernizace tramvajové tratě. Z Husovy byla v té době vyloučena veškerá hromadná i individuální doprava, ke zprovoznění tramvajové trati došlo 29. srpna 2009 (vjezd automobilů povolen již od 27. srpna).

## Trasa a zastávky

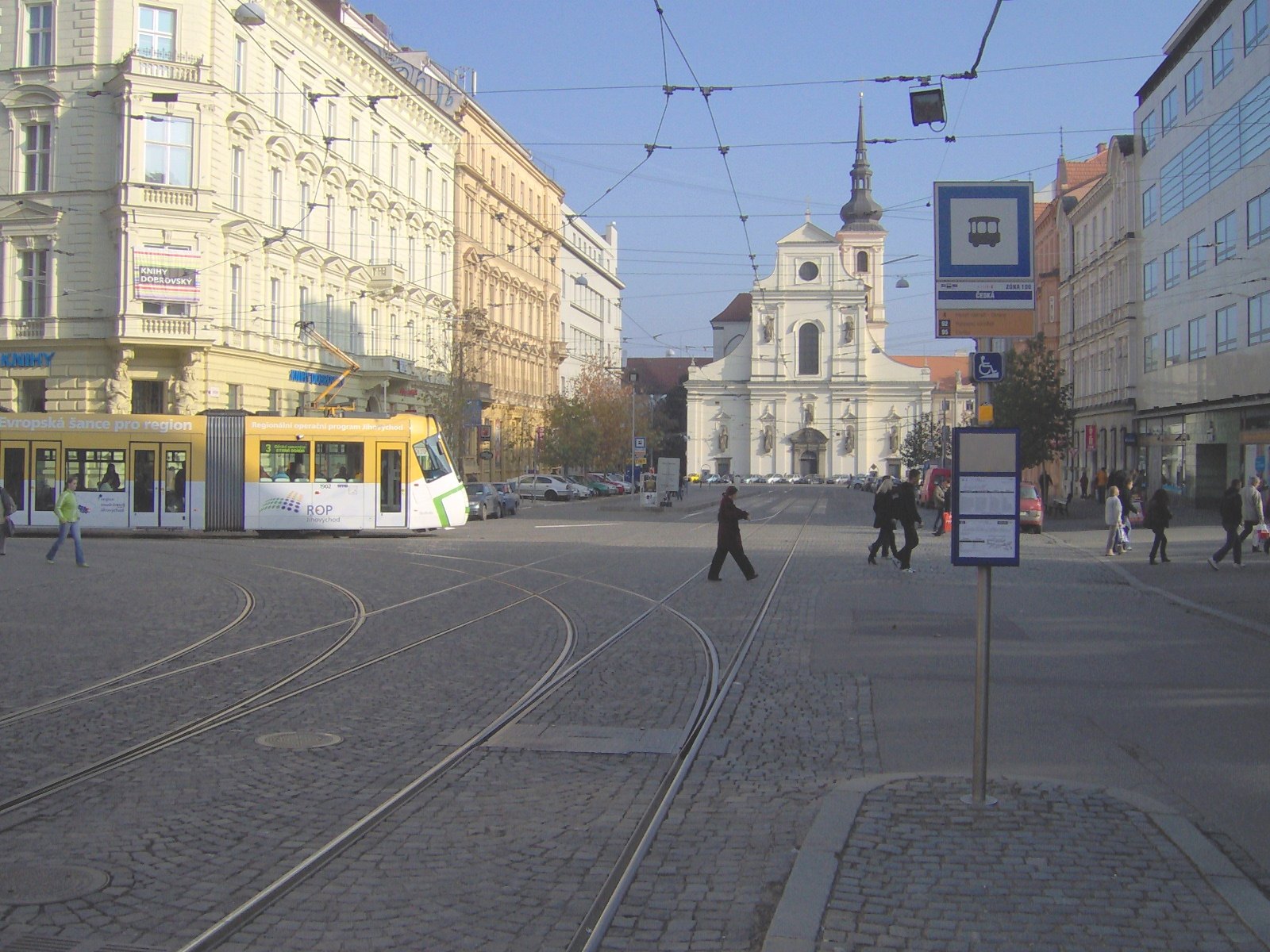
Významný přestupní uzel Česká na Joštově ulici

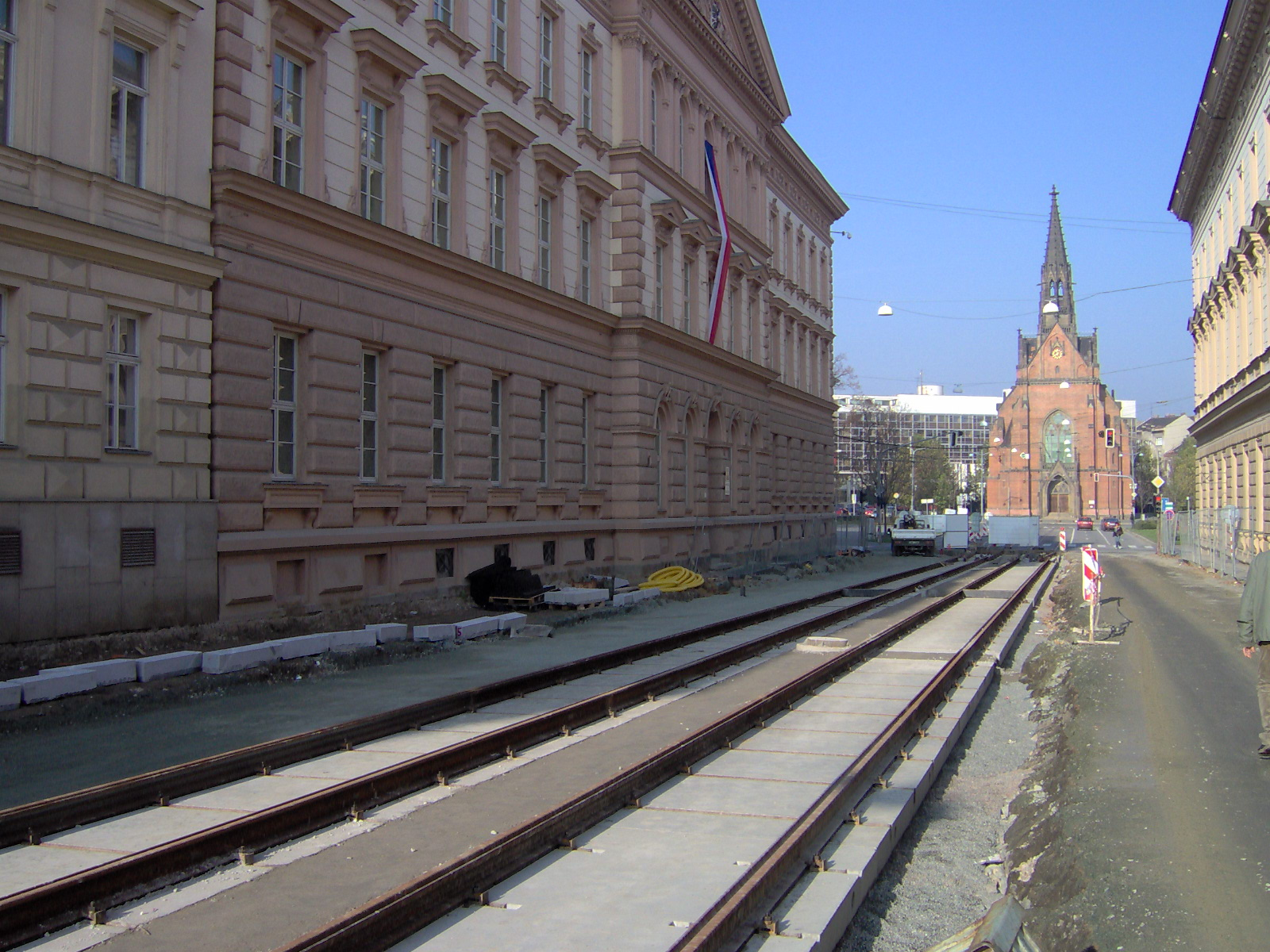
Husova ulice během rekonstrukce v roce 2008

Trať začíná za Moravském náměstí na křižovatce s ulicí Rooseveltovou. Zde je napojena na tratě k hlavnímu nádraží, do Králova Pole a Řečkovic a a směrem do Černých Polí. Jižní stranou Moravského náměstí vede před kostel sv. Tomáše, kde se odpojuje trať přes náměstí Svobody. Dále pokračuje ulicí Joštovou, na křižovatce s ulicí Českou odbočuje trať do Žabovřesk. Na Komenského náměstí se odpojuje trať do Masarykovy čtvrti. Zde trať vedoucí z Moravského náměstí odbočuje do Husovy ulice, po níž pokračuje na Šilingrovo náměstí (odpojení tratě na Mendlovo náměstí) a dále do Nádražní ulice, kde se napojuje na trať od hlavního nádraží.
Celá trasa se nachází uprostřed ulic, automobily jezdí ve vlastních pruzích kolem tratě. V úseku na Joštově po Komenské náměstí (včetně úseku po Besední dům) od horního konce Denisových sadů po křižovatku Husova – Nádražní jsou kolejnice uloženy v betonových zádlažbových panelech. Na křižovatce Joštova – Česká byly při rekonstrukci použity dlažební kostky (pěší zóna). V úseku Moravské náměstí – Joštova, na křižovatce na Komenského náměstí a na Husově ulici mezi Besedním domem a horním koncem Denisových sadů je po rekonstrukcích trať pokryta živicí (asfaltový povrch).
Světelnou signalizací jsou vybaveny křižovatky Moravské náměstí (s Rooseveltovou), Komenského náměstí, Husova – Solniční – Údolní, Šilingrovo náměstí a Husova – Nové sady.
- křižovatka Moravské náměstí – Rooseveltova, napojení na tratě k hlavnímu nádraží, do Králova Pole a Řečkovic a směrem do Černých Polí
- křižovatka Moravské náměstí – Rašínova – Joštova, odbočení tratě přes náměstí Svobody
- Česká, zastávka pro směr Komenského náměstí, nástupní ostrůvek
- křižovatka Joštova – Česká, odbočení tratě do Žabovřesk
- Česká, zastávka pro směr Moravské náměstí nebo Žabovřesky, nástupní ostrůvek
- křižovatka Komenského náměstí, odbočení tratě do Masarykovy čtvrti
- křižovatka Šilingrovo náměstí, odbočení tratě na Mendlovo náměstí
- Šilingrovo náměstí, obousměrná zastávka, nástup s ostrůvku (směr Nové sady) a z chodníku (směr Česká)
- křižovatka Husova – Nádražní, napojení na trať od hlavního nádraží

## Napojení

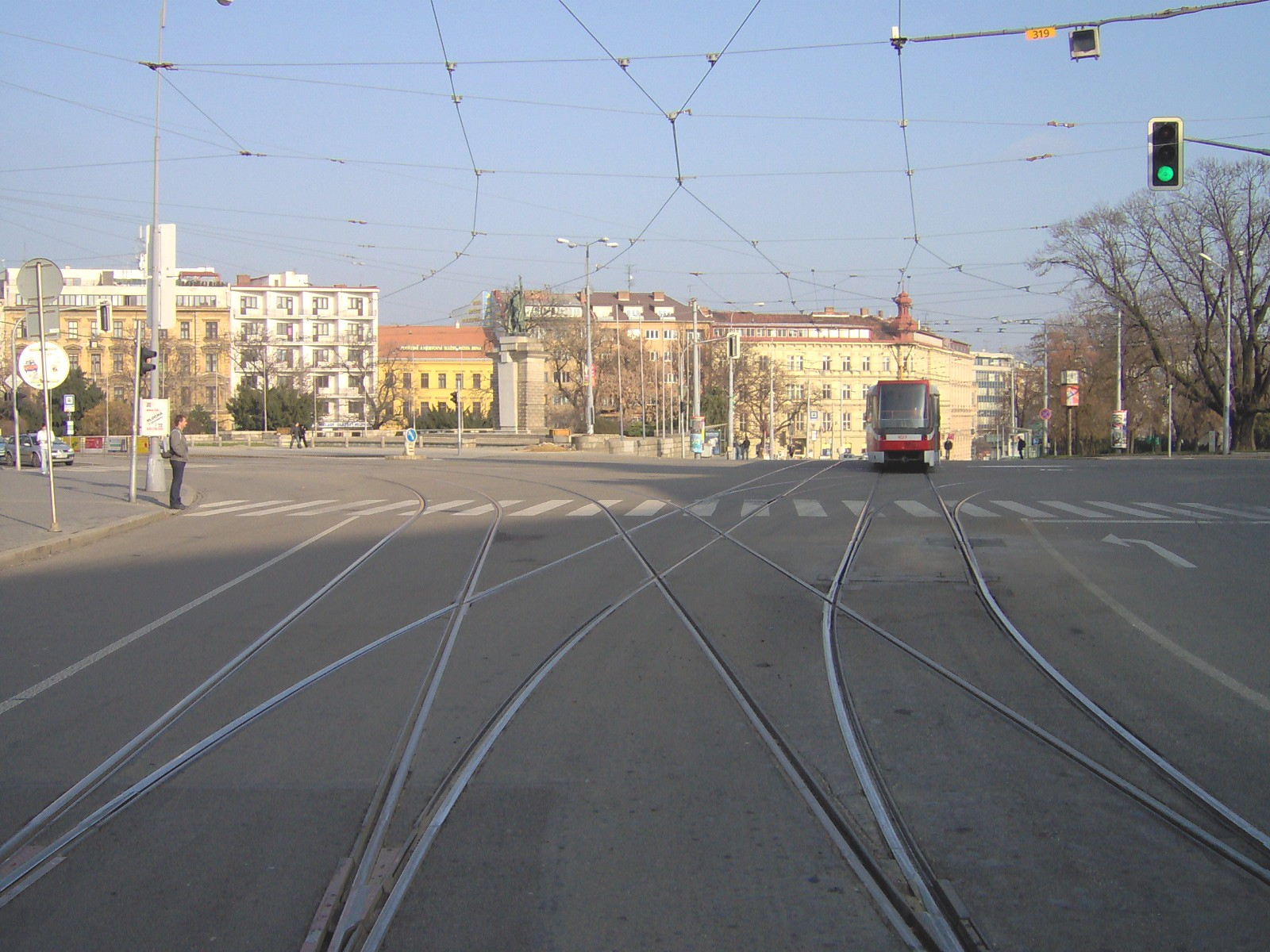
Kolejová křižovatka na Moravském náměstí (s Rooseveltovou ulicí)

Křižovatka Moravské náměstí – Rooseveltova: téměř kompletní kolejová křižovatky (chybí pouze oblouky v relaci Královo Pole – Černá Pole), trať z Joštovy ulice je napojena do všech směrů. Je řízena světelnou signalizací. Jako první bylo vybudováno napojení v relaci Rašínova – Lidická (1903). Roku 1939 přibyly přímé koleje pro jízdu do Černých Polí a v roce 1958 oblouk Joštova – Rooseveltova.
Křižovatka Moravské náměstí – Rašínova – Joštova: křižovatka tvaru Y, kdy se trať vedoucí po Moravském náměstí větví do ulic Rašínovy a Joštovy, mezi nimiž ale také existují oblouky. V roce 1901 byl zprovozněn oblouk Rašínova – Joštova a přímá trať Rašínova – Moravské náměstí – Brandlova. Roku 1903 byl uveden do provozu oblouk Rašínova – Moravské náměstí, v roce 1938 koleje mezi Moravským náměstím a Joštovou. Po zrušení tratě po Brandlově ulici (přímé koleje z Rašínovy) v roce 1960 vznikla současná kolejová křižovatka.
Křižovatka Joštova – Česká: křižovatka tvaru T, obousměrné kolejové oblouky do všech směrů. Jako první byl do provozu uveden přímý úsek po Joštově ulici v roce 1901. Až po zrušení tratě v Brandlově ulici roku 1960 byla zprovozněna spojka v horní části ulice České, kolejově ale byla napojena pouze v relaci Moravské náměstí – Žerotínovo náměstí. Oblouky pro směr z Komenského náměstí byly přidány v roce 1964.
Křižovatka Komenského náměstí: kolejová křižovatka tvaru T s kolejovými oblouky, umožňujícími jízdu do všech směrů. Je řízena světelnou signalizací. Nejprve byla vystavěna trať po Joštově ulici dále směrem Obilní trh (1901). V roce 1942 byl zprovozněn úsek po Husově, čímž vznikla současná kolejová křižovatka.
Křižovatka Šilingrovo náměstí: křižovatka tvaru T, řízená světelnou signalizací. Roku 1903 byla zprovozněna trať po Pekařské ulici, v roce 1906 byla prodloužena na náměstí Svobody. Toto prodloužení bylo zrušeno v roce 1942, kdy byla vystavěna trať po Husově ulici. Vznikl tak oblouk Mendlovo náměstí – Komenského náměstí. V roce 1943 bylo uvedeno do provozu přímé pokračování Husovy, po nové silnici pod Petrovem. Vzhledem ke směrovým, sklonovým i provozním poměrům nikdy neexistoval oblouk Pekařská – Husova pod Petrovem.
Křižovatka Husova – Nádražní: křižovatka tvaru Y, řízená světelnou signalizací. Již v roce 1900 zde byla v provozu elektrická tramvaj v relaci Hlavní nádraží – Hybešova. Trať po nové Husově ulici byla zprovozněna roku 1943, oblouky pro směr Husova – Hybešova nikdy neexistovaly.

## Doprava a linkové vedení
Na prvním úseku trati z Lažanského (Moravského) náměstí na Eliščino (Komenského) náměstí jezdila od 2. února 1901 „červená“ linka, která byla 2. prosince 1902 vystřídána „žlutou“ linkou. Od 2. března 1903 zde jezdila „modrá“ linka, ta ale byla 12. července toho roku přesměrována na nově vystavěný úsek ke Kiosku (a dále na Sadovou) a na Joštovu se tak vrátila „žlutá“ linka. 11. března došlo k přeznačení linek, místo barevných světel začala být používána čísla, „žlutá“ linka obdržela číslo 4, „modrá“ číslo 5.
2. května 1926 byla zavedena linka 6, která jednosměrně využívala úsek mezi Kioskem a Lažanského (Moravským) náměstím. Ta byla 15. dubna 1927 přeložena do jiné trasy, ale již od 24. června téhož roku jezdila ve své původní trase, tentokrát ale využívala úsek Lažanského (Moravské) náměstí – Kiosk ve druhém směru. 15. října 1931 byla linka 6 definitivně přeložena do jiné trasy.
10. listopadu 1940 byla zavedena linka 9 (jezdila v relaci náměstí Adolfa Hitlera (Moravské nám.) – Kostelní (Rašínova)). 6. května 1942 byla zprovozněna trať mezi náměstím U městského dvora (Šilingrovo nám.) a Komenského náměstím, v trase náměstí U městského dvora (Šilingrovo nám.) – Komenského náměstí – Kostelní (Rašínova) tak začaly jezdit linky 2 a 8. 29. listopadu 1942 byla zrušena linka 5. Od 1. srpna 1943 byla linka 9 přesměrována do trasy z náměstí Adolfa Hitlera (Moravské nám.) po třídě Horsta Wessela (Husova) na Skeneovu (Nádražní).
3. července 1949 byla obnovena linka 5, která využívala stejnou trasu jako linka 9. Mezi 1. květnem a 21. prosincem 1952 jezdila linka 4 po Husově ulici, místo po Benešově (Joštova) a přes náměstí Svobody. Od 1. září 1958 jezdila linka 4 trvale Husovou ulicí, zároveň byly linky 2 a 8 přesměrovány z ulice 9. května (Rašínova) do trasy přes náměstí Rudé armády (Moravské nám.) a Rooseveltovu. 1. srpna 1960 byly linky jezdící směrem do Žabovřesk přesunuty z ulice Brandlovy na třídu Obránců míru (Joštovu) a ulic Českou (linky 3, 7 a 11; první dvě dále vedeny přes náměstí Rudé armády (Moravské nám.) na Rooseveltovu, linka 11 ponechána v trase po ulici 9. května (Rašínova)). 1. února 1962 byla prodloužena linka 10, která využívala trať v relaci ulice 9. května (Rašínova) – Česká. 5. prosince 1962 byly zavedeny dvě nové linky 12 a 13, obě vedoucí ulicemi Veveří a Českou, přičemž linka 12 pokračovala dále do Rooseveltovy a linka 13 do ulici 9. května (Rašínovy).

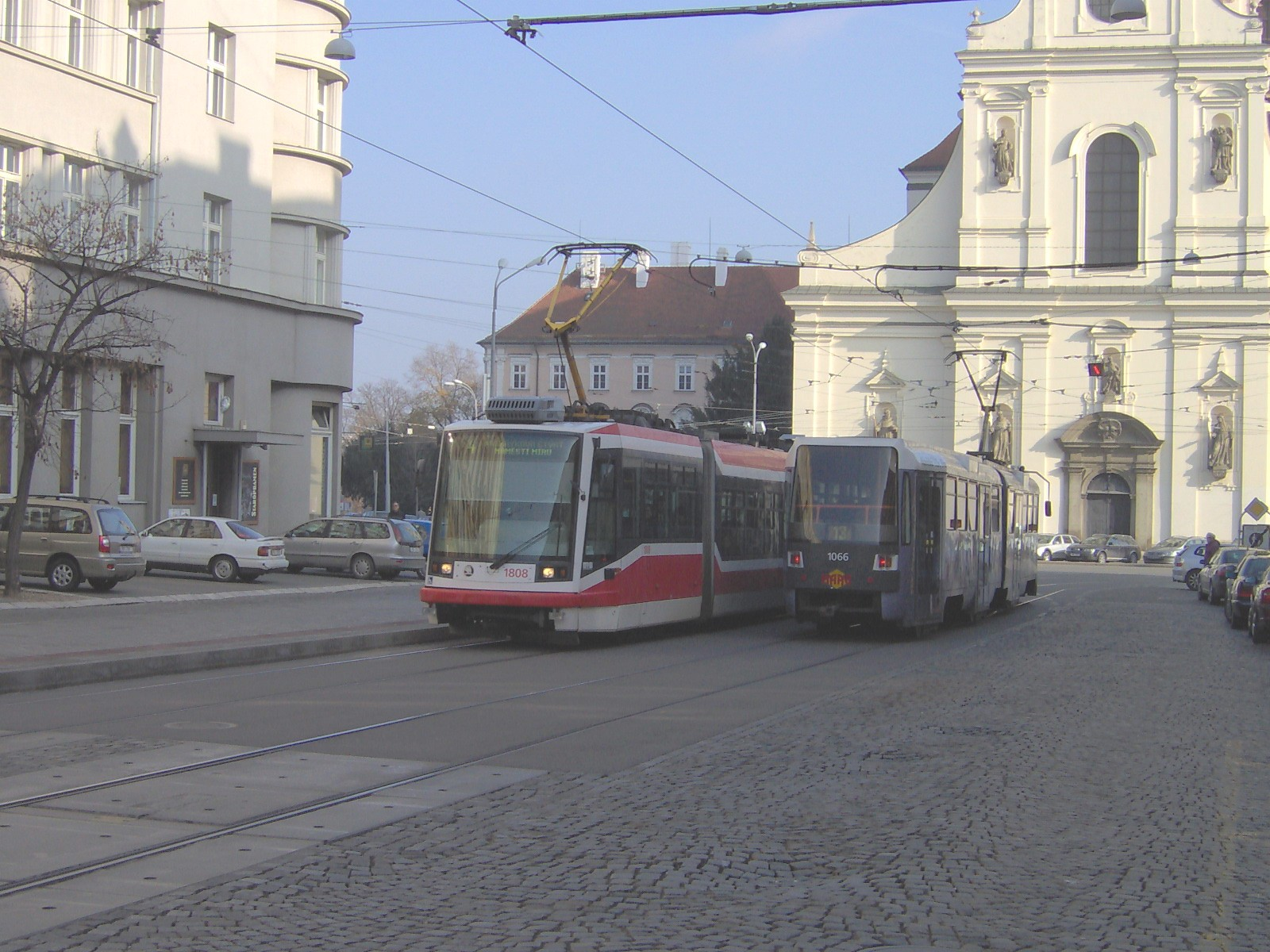
Míjející se tramvaje Škoda 03T a Tatra K2R na linkách 4 a 13 v Joštově ulici

Při reorganizaci dopravy 29. března 1964 začaly jezdit po nějakém úseku trati Moravské náměstí – Česká – Nové sady nově linky 6 (náměstí Rudé armády (Moravské nám.) – Šilingrovo náměstí), 14 (Šilingrovo náměstí – Česká), 16 (Rooseveltova – Komenského náměstí) a 17 (náměstí Rudé armády (Moravské nám.) – Šilingrovo náměstí), přesměrována byla linka 11 (nově náměstí Rudé armády (Moravské nám.) – ulice 9. května (Rašínova)) a zcela mimo trať byla převedena linka 7. 5. října 1964 byla linka 14 převedena na relaci Česká – Šilingrovo náměstí. Na konci roku 1976 byla linka 12 přesměrována z Rooseveltovy do ulice 9. května (Rašínova). 1. září 1977 byla zavedena nová linka 21, která využila trasu náměstí Rudé armády (Moravské nám.) – Česká. 4. září 1978 vznikla linka 20, která jezdila v relaci Česká – Nové sady. 1. září 1979 byly přesměrovány linky 13 (nově Česká – Nové sady) a 20 (nově Česká – ulice 9. května (Rašínova)). 2. prosince 1985 byla zrušena linka 9 a linka 16 byla převedena do trasy Rooseveltova – Česká. 3. února 1986 byla linka 9 obnovena (relace náměstí Rudé armády (Moravské nám.) – Šilingrovo náměstí), linka 8 byla přesměrována mimo trať. 1. června 1986 proběhla v rámci zprovoznění nového autobusového nádraží na Zvonařce ke změnám trasy některých linek: linka 4 (nově Komenského náměstí – ulice 9. května (Rašínova)), 10 (Česká – Nové sady), 12 (přesměrována mimo trať), 20 (Česká – Nové sady) – a nově vznikla linka 22 (ulice 9. května (Rašínova) – Česká). 1. září 1990 byla mimo trať přesměrována linka 20.
Při reorganizaci dopravy v roce 1995 došlo k 2. září toho roku ke snížení počtu tramvajových linek z 22 na 13, některé zbývající linky byly nově trasovány. Od tohoto data tedy na trati Moravské náměstí – Česká – Nové sady jezdily linky 3 a 11 (úsek Moravské náměstí – Česká), 4 (Rašínova – Komenského náměstí), 5 a 6 (Moravské náměstí – Šilingrovo náměstí) a 12 a 13 (Česká – Nové sady). 1. února 1999 byla linka 4 trvale přesměrována; ve směru do Obřan jezdila po Husově ulici (úsek Komenského náměstí – Nové sady), směrem do Masarykovy čtvrti v úseku Moravské náměstí – Komenského náměstí. 1. ledna 2004 byla změněna trasa linky 7, nově jezdí v úseku Moravské náměstí – Šilingrovo náměstí. 1. listopadu 2006 se linka 4 vrátila do své trasy přes centrum města (s využitím úseku Rašínova – Komenského náměstí). Během výluk (2007: křižovatka Joštova – Česká, 2007–2008: Rašínova ulice, 2008–2009: Husova ulice) bylo linkové vedení dočasně změněno.